# Avatar - La leggenda di Aang (serie televisiva)
Avatar - La leggenda di Aang (Avatar: The Last Airbender) è una serie televisiva statunitense distribuita da Netflix, si tratta di un remake in live action dell'omonima serie animata.

## Trama
In un mondo devastato dalla guerra, alcune persone possono "dominare" uno dei quattro elementi (acqua, terra, aria e fuoco).
Aang, ultimo dominatore dell'aria vivente, diviene l'ultima reincarnazione dell'Avatar, ponte tra il mondo mortale e quello spirituale, e l'unico in grado di dominare tutti e quattro gli elementi invece di uno solo. L'Avatar mantiene l'equilibrio del mondo e della natura per portare la pace, e Aang si trova ora di fronte alla responsabilità di porre fine alle ambizioni militariste della Nazione del Fuoco di conquistare il mondo. Con i suoi nuovi compagni Katara e Sokka, Aang parte per un viaggio con l'intento di padroneggiare i quattro elementi mentre viene inseguito da Zuko, il principe ereditario in esilio della Nazione del Fuoco, il quale cerca di catturarlo per riconquistare il proprio onore.

## Episodi
| Stagione       | Episodi | Pubblicazione |
| -------------- | ------- | ------------- |
| Prima stagione | 8       | 2024          |

## Personaggi

### Principali
- Aang (stagioni 1-in corso), interpretato da Gordon Cormier, doppiato da Davide Doviziani.
Un dodicenne dominatore dell'aria dallo spirito libero e pacifico che è stato congelato nel ghiaccio per un centinaio di anni. Quando si sveglia, tutti gli altri dominatori dell'aria sono stati spazzati via dalla Nazione del Fuoco e si imbarca in una missione per porre fine alla guerra e diventare la figura di riferimento dell'equilibrio e dell'armonia per il mondo come Avatar.
- Katara (stagioni 1-in corso), interpretata da Kiawentiio, doppiata da Sara Ciocca.
Una quattordicenne che è l'ultima dominatrice dell'acqua della Tribù dell'Acqua del Sud dopo che sua madre è stata uccisa dalla Nazione del Fuoco. Nonostante la sua tragedia personale, si unisce ad Aang nel suo viaggio mentre cresce fino al suo vero potenziale.
- Sokka (stagioni 1-in corso), interpretato da Ian Ousley, doppiato da Alex Polidori.
Il fratello sedicenne di Katara che ha cercato di diventare il quasi-leader della loro tribù dopo che il padre è partito per combattere in guerra. Si unisce ad Aang nella sua missione insieme a Katara, e compensa la sua mancanza di abilità di piegamento con la sua intelligenza, intraprendenza e il suo fidato boomerang.[3]
- Zuko (stagioni 1-in corso), interpretato da Dallas Liu, doppiato da Manuel Meli.
Il diciassettenne principe ereditario della Nazione del Fuoco, sfregiato, esiliato e irascibile, deciso a catturare l'Avatar per porre fine al suo esilio e riconquistare il suo onore.
- Iroh (stagioni 1-in corso), interpretato da Paul Sun-Hyung Lee, doppiato da Riccardo Lombardo.
Un generale in pensione della Nazione del Fuoco e lo zio saggio e premuroso e mentore di Zuko.
- Comandante Zhao (stagioni 1-in corso), interpretato da Ken Leung, doppiato da Simone D'Andrea.
Un ambizioso, ma arrogante, spietato e disonorevole ufficiale della Marina della Nazione del Fuoco e l'acerrimo principale rivale di Zuko nella sua ricerca dell'Avatar.
- Azula (stagioni 1-in corso), interpretata da Elizabeth Yu, doppiata da Vittoria Bartolomei.
L'astuta e prodigiosamente dotata principessa della Nazione del Fuoco e sorella minore di Zuko. (Lo showrunner Albert Kim ha dichiarato prima della première dello show che Azula è presente molto di più nella prima stagione del nuovo show di quanto non lo sia nella prima stagione del cartone animato originale, accreditando la conoscenza di ciò che Azula fa più avanti nella seconda e terza stagione dello show originale per gli sceneggiatori che hanno il vantaggio di dove portarla.[4])
- Signore del Fuoco Ozai (stagioni 1-in corso), interpretato da Daniel Dae Kim, doppiato da Luigi Ferraro.
Il tirannico e sadico sovrano della Nazione del Fuoco, fratello minore di Iroh e padre di Zuko e Azula. (Kim aveva prestato la sua voce al franchise di Avatar più volte: la prima volta nel Libro 2 di Avatar - La leggenda di Aang, dove ha doppiato il Generale Fong, e in The Legend of Korra - Mondi contesi, dove ha doppiato Hiroshi Sato[5]. Kim si sentiva attratto dalla prospettiva di interpretare un "deliziosamente cattivo in cui affondare i denti" nei panni di Ozai, essendo una delle cose che non vedeva l'ora di fare e ricordandogli Dart Fener di Guerre stellari.[4])

### Ricorrenti
- Gyatso, interpretato da Lim Kay Siu, doppiato da Francesco Meoni.
Un monaco nomade dell'aria dispettoso, simpatico, gentile e premuroso che è stato il mentore e la figura paterna di Aang.
- Gran Gran, interpretata da Casey Camp-Horinek, doppiata da Graziella Polesinanti.
La matriarca della Tribù dell'Acqua del Sud e la nonna paterna di Sokka e Katara.
- Appa doppiato da Matthew Yang King.
Un bisonte del cielo che è il compagno di Aang e Momo, un lemure alato che fa amicizia con Aang e si unisce a lui nel suo viaggio.
- Tenente Jee, interpretato da Ruy Iskandar, doppiato da Luca Mannocci.
Un ufficiale della Nazione del Fuoco sulla nave di Zuko.
- Tenente Dang, interpretato da Ryan Mah.
Un ufficiale della Marina della Nazione del Fuoco fedele a Zhao.
- Re Bumi, interpretato da Utkarsh Ambudkar, doppiato da Davide Lepore.
L'anziano re di Omashu che è il più vecchio amico di Aang.
- Mai, interpretata da Thalia Tran.
La stoica amica di Azula che è abile nel lancio di coltelli.
- Ty Lee, interpretata da Momona Tamada.
L'amica acrobatica di Azula che è abile nel chi-blocking.

### Comparse
- Sozin, interpretato da Hiro Kanagawa, doppiato da Pierluigi Astore: il Signore del Fuoco che ha iniziato la guerra dei 100 anni e il bisnonno di Zuko.
- Dominatore della terra, interpretato da David Sakurai: scopre il piano di Sozin per attaccare le altre nazioni.
- Avatar Kyoshi, interpretata da Yvonne Chapman, doppiata da Angela Brusa: il leggendario Avatar dominatore della terra che precede la precedente incarnazione di Aang e dell'Avatar Roku.
- Suki, interpretata da Maria Zhang, doppiata da Giorgia Brunori: la leader delle soldatesse d'élite delle guerriere Kyoshi dell'isola di Kyoshi.
- Yukari, interpretata da Tamlyn Tomita, doppiata da Anna Cesareni: la madre di Suki e sindaco ferocemente protettivo del suo piccolo villaggio sull'isola di Kyoshi.
- Tan, interpretato da Osric Chau: il leader di un gruppo di ribelli della Nazione del Fuoco che pianificano di assassinare Ozai.
- Sai / il Meccanico, interpretato da Danny Pudi, doppiato da Andrea Lavagnino: un padre single e inventore del Regno della Terra.
- Teo, interpretato da Lucian-River Chauhan, doppiato da Mattia Moresco: il figlio del Meccanico che usa la sedia a rotelle.
- Jet, interpretato da Sebastian Amoruso, doppiato da Giulio Bartolomei: il leader dei Combattenti per la Libertà, un gruppo di rivoluzionari che combattono contro la Nazione del Fuoco.
- Duca, interpretato da Taylor Lam Wright: il membro più giovane dei Combattenti per la Libertà.
- Fifone, interpretato da Vincent Huang: un membro fisicamente imponente dei Combattenti per la Libertà.
- Fiuta-api, interpretata da Wes Valarao: un membro femminile dei Combattenti per la Libertà che viene spesso scambiato per un ragazzo a causa del suo aspetto.
- Lanciolungo, interpretato da Nathaniel Kong: un arciere silenzioso e membro dei Combattenti per la Libertà.
- Mercante di cavoli, interpretato da James Sie: uno sfortunato mercante i cui prodotti vengono continuamente distrutti. (Sie riprende il suo ruolo dalla serie animata).
- Koh il Ladro di Facce, doppiato in originale da George Takei e in italiano da Paolo Marchese: uno spirito simile a un millepiedi che usa i volti rubati delle sue vittime. (Takei ha anche doppiato il guardiano di un campo di prigionia della Nazione del Fuoco nel primo libro della serie animata).
- Wan Shi Tong, doppiato in originale da Randall Duk Kim e in italiano da Ambrogio Colombo: uno spirito gufo e collezionista di conoscenza molto diffidente nei confronti degli umani.
- June, interpretata da Arden Cho, doppiata da Joy Saltarelli: una cacciatrice di taglie che viene assunta da Zuko per trovare l'Avatar.
- Shufen, interpretato da Ash Lee: il capo di un villaggio del regno della terra che viene terrorizzato da uno spirito della foresta arrabbiato.
- Lian, interpretata da Ciara Mandel: la figlia di Shufen.
- Kya, interpretata da Rainbow Dickerson: la madre di Sokka e Katara.
- Hakoda, interpretato da Joel Montgrand: il padre di Sokka e Katara e il capo della tribù dell'acqua del sud che partì per combattere in guerra.
- Bato, interpretato da Trevor Carroll: amico di Hakoda e guerriero della Tribù dell'Acqua del Sud.
- Avatar Roku, interpretato da C. S. Lee, doppiato da Antonio Palumbo: L'Avatar dominatore del fuoco che precede Aang e lo guida nella comunicazione con il mondo degli spiriti.
- Grande Saggio, interpretato da François Chau, doppiato da Gaetano Lizzio: il leader dei Saggi del Fuoco in un Tempio del Fuoco dedicato all'Avatar Roku.
- Shyu, interpretato da James Rha: un saggio del fuoco che guida Aang attraverso il Tempio del Fuoco.
- Principessa Yue, interpretata da Amber Midthunder, doppiata da Luisa D'Aprile: la principessa della Tribù dell'Acqua del Nord.
- Arnook, interpretato da Nathaniel Arcand, doppiato da Riccardo Scarafoni: il capo della Tribù dell'Acqua del Nord e padre di Yue.
- Pakku, interpretato da A Martinez, doppiato da Ennio Coltorti: un maestro della Tribù dell'Acqua del Nord.
- Yagoda, interpretata da Irene Bedard: una guaritrice dominatrice dell'acqua della Tribù dell'Acqua del Nord.
- Hahn, interpretato da Joel Oulette, doppiato da Alessandro Campaiola: un guerriero della Tribù dell'Acqua del Nord precedentemente promesso sposo della principessa Yue.
- Avatar Kuruk, interpretato da Meegwun Fairbrother, doppiato da Raffaele Carpentieri: l'Avatar dominatore dell'acqua che precede l'Avatar Kyoshi.
- Yang, interpretato da Simon Chin: un barista di un villaggio del Regno della Terra che racconta a Zuko e Iroh di aver avvistato l'Avatar.

Inoltre Justin Wong, Emily Schoen, Shastina Kumar, Jon Ray Dy Buco e Wilson Kwok interpretano un gruppo di menestrelli nomadi.

## Produzione

### Sviluppo
Nel 2018, Netflix ha annunciato che un remake live-action "reimmaginato" di Avatar - La leggenda di Aang avrebbe iniziato la produzione nel 2019. I creatori originali della serie, Michael Dante DiMartino e Bryan Konietzko, sono stati inizialmente annunciati come produttori esecutivi e showrunner. Nel giugno 2020, i creatori hanno lasciato la serie a causa di divergenze creative. Questo è stato rivelato dopo che DiMartino ha pubblicato una lettera aperta sul suo sito web il 12 agosto 2020. La coppia ha citato differenze nel loro approccio allo show rispetto alla visione di Netflix, citando anche un ambiente "negativo e non supportato" durante il loro periodo con lo studio; Il duo alla fine ha ricevuto crediti di scrittura per il primo e il sesto episodio. Nel 2021, Albert Kim è stato ufficialmente annunciato come scrittore, produttore esecutivo e showrunner; ha commentato in un post sul blog: "Il mio primo pensiero è stato: 'Perché? Che cosa potrei fare o dire con la storia che non è stata fatta o detta nell'originale?" Ma più ci pensavo, più mi incuriosivo. Saremo in grado di vedere la piegatura in un modo reale e viscerale che non abbiamo mai visto prima". Nello stesso post, Kim ha sottolineato che "in tutto questo processo, la nostra parola d'ordine è stata 'autenticità'. Alla storia. Ai personaggi. Alle influenze culturali. L'autenticità è ciò che ci fa andare avanti, sia davanti che dietro la macchina da presa". Dan Lin, Lindsey Liberatore, Michael Goi e Roseanne Liang sono stati annunciati come produttori esecutivi, con Goi e Liang che hanno entrambi diretto episodi della serie. Nella prima stagione, secondo quanto riferito, ogni episodio è costato più di $ 15 milioni per essere realizzato.
Il 6 marzo 2024, la serie viene rinnovata per una seconda e terza stagione, con l'intenzione di concludere con quest'ultima.

### Casting
Prima della loro partenza, DiMartino e Konietzko avevano rivelato di essere impegnati in "casting culturalmente appropriati e non imbiancati", secondo una dichiarazione di Konietzko. Konietzko aveva detto che sperava di includere Dante Basco, il doppiatore originale che interpretava Zuko. Nell'agosto 2021 a seguito di rapporti di casting trapelati, Netflix ha rivelato il cast dello spettacolo per i quattro personaggi principali: Gordon Cormier, Kiawentiio, Ian Ousley e Dallas Liu rispettivamente nei panni di Aang, Katara, Sokka e Zuko. Kim sentiva che "questa era un'opportunità per mostrare i personaggi asiatici e indigeni come persone viventi e respiranti. Non solo in un cartone animato, ma in un mondo che esiste davvero, molto simile a quello in cui viviamo". Nel novembre 2021, Daniel Dae Kim, che in precedenza aveva doppiato il generale Fong nella serie animata e successivamente Hiroshi Sato in The Legend of Korra - Mondi contesi, si è unito al cast della serie nei panni del Signore del Fuoco Ozai. Più tardi nello stesso mese, Paul Sun-Hyung Lee, Lim Kay Siu e Ken Leung si unirono al cast della serie, interpretando rispettivamente Iroh, Gyatso e il Comandante Zhao. A dicembre, Elizabeth Yu, Yvonne Chapman, Tamlyn Tomita, Casey Camp-Horinek e Maria Zhang sono state aggiunte al cast, interpretando rispettivamente Azula, Avatar Kyoshi, Yukari (un nuovo personaggio aggiunto come madre di Suki in sostituzione del sindaco dell'isola di Kyoshi), Gran Gran e Suki. 
Nell'aprile 2022, Arden Cho e Momona Tamada si sono uniti al cast nei panni di June e Ty-Lee. Più tardi nello stesso mese, C. S. Lee è stato scelto per il ruolo di Avatar Roku. Nel giugno 2022, A Martinez e Amber Midthunder sono state scelte rispettivamente per il ruolo del Maestro Pakku e della Principessa Yue. Nel luglio 2022, è stato rivelato che James Sie avrebbe ripreso il suo ruolo di Mercante di Cavoli dalla serie animata. Nel settembre 2022 sono stati annunciati altri ruoli aggiuntivi, due dei quali sono George Takei come voce di Koh the Face Stealer e Randall Duk Kim come voce di Wan Shi Tong. Takei ha precedentemente doppiato il direttore della prigione di Fire Nation nella serie animata, mentre Duk Kim ha avuto un ruolo minore nel film live-action del 2010 L'ultimo dominatore dell'aria. La produzione ha inoltre rivelato di voler inserire Dante Basco, il doppiatore di Zuko, in future stagioni della serie.

### Riprese
La produzione e le riprese sono iniziate a Vancouver, nella Columbia Britannica, il 16 novembre 2021. La serie è stata girata con i titoli provvisori Trade Winds e Blue Dawn. Le riprese si sono concluse il 17 giugno 2022. Stewart Whelan ha lavorato come direttore della fotografia.

### Effetti visivi
DNEG si è occupata degli effetti visivi.

### Colonna sonora
Il 16 febbraio 2023 è stato confermato che il pluripremiato compositore nippo-americano Takeshi Furukawa è stato collegato al progetto come compositore.
Jeremy Zuckerman, che ha composto la musica per lo show originale, era originariamente destinato a tornare a comporre la musica per il remake ma in seguito ha negato il suo coinvolgimento con lo show dopo che DiMartino e Konietzko hanno lasciato il progetto.

## Distribuzione
Il primo sguardo dei quattro personaggi principali della serie - Aang, Katara, Sokka e Zuko - è stato rilasciato all'evento per i fan Tudum di Netflix nel giugno 2023, insieme a un teaser con i quattro elementi dello spettacolo. Questo è stato seguito da un primo sguardo ai personaggi della Nazione del Fuoco nell'ottobre 2023. Il 9 novembre 2023, Netflix ha pubblicato il primo teaser trailer ufficiale della serie. Il trailer ufficiale della serie è stato pubblicato il 23 gennaio 2024.
La prima stagione della serie è stata distribuita il 22 febbraio 2024 su Netflix.

## Accoglienza
Il sito web aggregatore di recensioni Rotten Tomatoes ha una percentuale di gradimento del 60% sulla base di 75 recensioni. Il consenso della critica sul sito cita: "Avatar - La leggenda di Aang funge da solido punto di ingresso live-action nell'amato franchise, anche se solo sporadicamente riprende la magia del suo materiale originale". Metacritic, che utilizza una media ponderata, ha assegnato un punteggio di 56 su 100 sulla base di 26 critici, indicando recensioni "miste o medie".
Jack Seale di The Guardian ha dato alla serie una recensione positiva, dicendo "I paesaggi brillano, c'è un gigantesco bisonte volante a sei zampe che trasporta tutti in modo spettacolare da un posto all'altro attraverso le nuvole e il giovane cast è all'altezza del compito".
Josh Yehl di IGN ha dato una recensione generalmente positiva, dicendo che "La serie live-action di Avatar - La leggenda di Aang arricchisce la storia originale con nuovo materiale significativo, ma il suo ritmo a rotta di collo, i dialoghi pesanti e gli effetti incostanti non sono esattamente in equilibrio".
James Marsh del South China Morning Post ha dato una recensione estremamente positiva: "I devoti incalliti del materiale originale troveranno inevitabilmente piccoli cambiamenti estetici e compositi su cui cavillare, ma i critici avranno difficoltà a sostenere che il cuore di Kim e della sua troupe sia nel posto giusto".
Anita Singh di The Daily Telegraph ha dato una risposta contrastante: "È un intrattenimento solido: veloce, ricco di azione, con scene di combattimento decenti e alcune interpretazioni accattivanti, il tutto realizzato con un generoso budget di Netflix. Non aspettatevi sottigliezze: questo è rivolto ai bambini, quindi i personaggi e la trama sono disegnati a grandi linee".
Variety ha affermato che, sebbene non fosse così male come il film del 2010 L'ultimo dominatore dell'aria, "lascerà i fan a desiderare che lo streamer abbia lasciato in pace il capolavoro di DiMartino e Konietzko". Kelly Laura di USA Today ha definito lo spettacolo "un facsimile corrotto dell'originale" e ha affermato che "è chiaro dopo due tentativi falliti di raccontare questa storia in live action che la grandezza di Avatar era dovuta alla sua animazione, non a dispetto di essa".

## Riconoscimenti
- 2024 – Nickelodeon Kids' Choice Awards
  - Candidatura allo show per famiglie preferito
  - Candidatura alla star maschile preferita (categoria Famiglia) a Gordon Cormier
- 2024 – Premio Emmy
  - Candidatura al miglior editing del suono per una serie comica o drammatica con episodi da un'ora
  - Candidatura ai migliori effetti speciali in una stagione o un film